# Fred C. Gilchrist

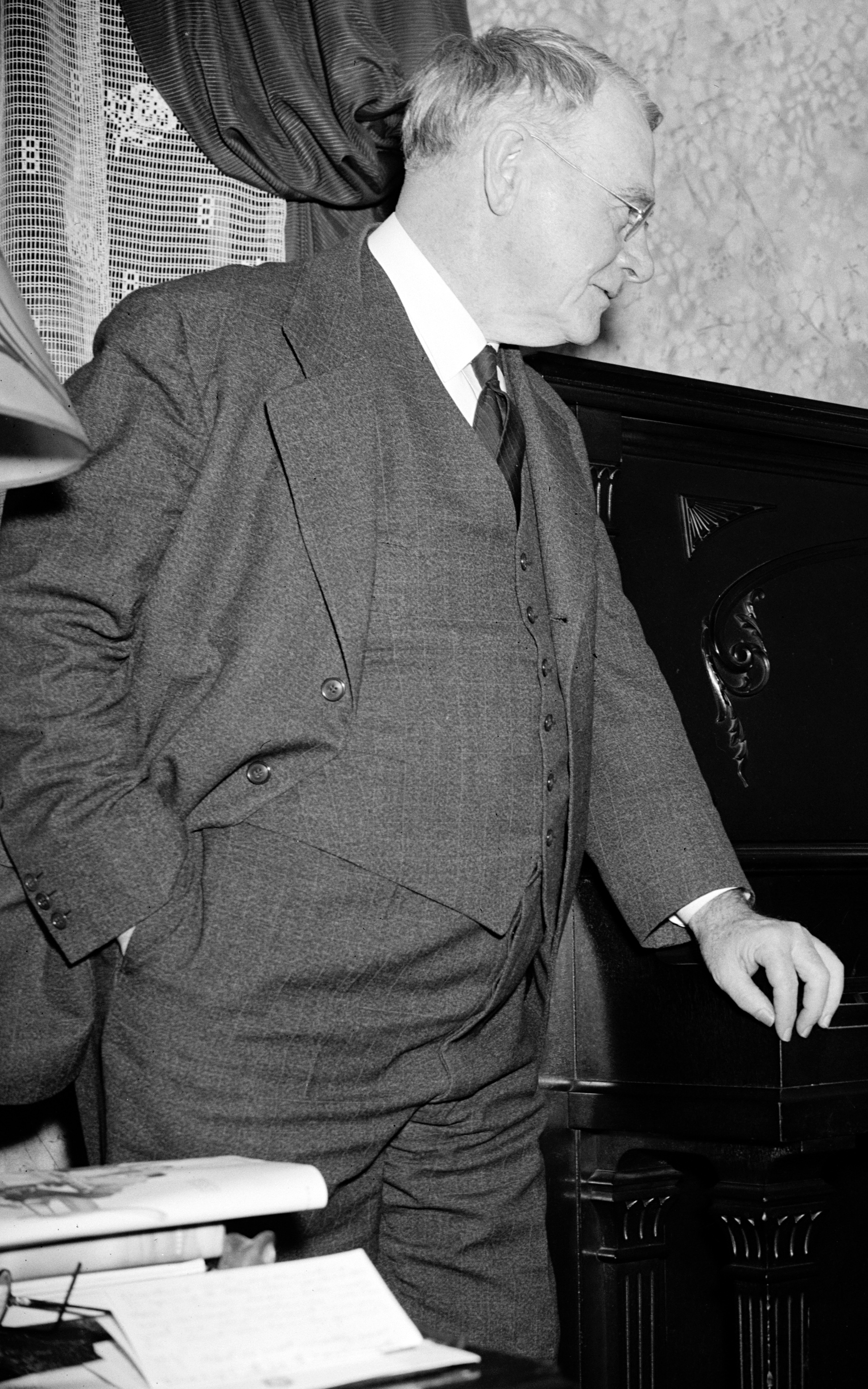
Fred C. Gilchrist (1939)

Fred Cramer Gilchrist (* 2. Juni 1868 in California, Washington County, Pennsylvania; † 10. März 1950 in Laurens, Iowa) war ein US-amerikanischer Politiker. Zwischen 1931 und 1945 vertrat er den Bundesstaat Iowa im US-Repräsentantenhaus.

## Werdegang
Im Jahr 1871 kam Fred Gilchrist mit seinen Eltern nach Cedar Falls in Iowa. Dort besuchte er die öffentlichen Schulen und anschließend bis 1886 das State Teachers College. Zwischen 1886 und 1892 war er als Lehrer tätig, wobei er zwischen 1890 und 1892 auch die Aufsicht über die öffentlichen Schulen im Pocahontas County hatte. Nach einem Jurastudium an der University of Iowa in Iowa City und seiner im Jahr 1893 erfolgten Zulassung als Rechtsanwalt begann er in Laurens in seinem neuen Beruf zu praktizieren.
Gilchrist war Mitglied der Republikanischen Partei. Zwischen 1902 und 1904 saß er als Abgeordneter im Repräsentantenhaus von Iowa. Von 1905 bis 1928 war er Leiter des Bildungsausschusses der Gemeinde Laurens. Zwischen 1923 und 1931 gehörte Gilchrist dem Senat von Iowa an.
1930 wurde er im zehnten Wahlbezirk von Iowa in das US-Repräsentantenhaus in Washington, D.C. gewählt, wo er am 4. März 1931 die Nachfolge von Lester J. Dickinson antrat. Da sein Distrikt aber schon nach Ablauf seiner ersten Legislaturperiode aufgelöst wurde, wurde er bei den folgenden Wahlen bis zum Jahr 1940 jeweils im achten Bezirk bestätigt, wo er am 4. März 1933 Lloyd Thurston ablöste. Während seiner letzten Legislaturperiode im Kongress von 1943 bis 1945 vertrat Gilchrist als Nachfolger von Paul Cunningham den fünften Distrikt von Iowa. Insgesamt diente er zwischen dem 4. März 1931 und dem 3. Januar 1945 im US-Repräsentantenhaus, wobei er drei Wahlbezirke vertrat. Während dieser Zeit wurden die New-Deal-Gesetze der Bundesregierung unter Präsident Franklin D. Roosevelt im Kongress verabschiedet, mit deren Hilfe die Folgen der Weltwirtschaftskrise allmählich überwunden werden konnten. Die letzten beiden Legislaturperioden von Gilchrist waren von den Ereignissen des Zweiten Weltkrieges überschattet. Ebenfalls während seiner Zeit im Kongress wurden der 20. und der 21. Verfassungszusatz beraten und verabschiedet. Dabei wurden die Fristen zwischen den Kongress- bzw. Präsidentschaftswahlen und dem Amtsantritt verkürzt und der 18. Verfassungszusatz, das Prohibitionsgesetz aus dem Jahr 1919, wieder aufgehoben. Im Jahr 1944 unterlag Gilchrist in den Vorwahlen seiner Partei und wurde daher nicht mehr für eine weitere Amtszeit nominiert.
In den folgenden Jahren zog er sich nach Laurens zurück, wo er wieder als Rechtsanwalt arbeitete und 1950 verstarb.